# 觀塘國語浸信會
觀塘國語浸信會（英語：Kwun Tong Mandarin Baptist Church，簡稱KTMBC或觀國浸）是香港浸信會聯會成員教會之一。堂址位於香港九龍觀塘駿業街56號中海日升中心21樓A-B室，創立於1993年。堂主任是陳培輝牧師。此教會現有兩個崇拜（週六崇拜和主日崇拜），現崇拜聚會人數大約50人。